# Liste der Biografien/Cors
Liste der Biografien |
Portal Biografien |
Personensuche
# |
A |
B |
C |
D |
E |
F |
G |
H |
I |
J |
K |
L |
M |
N |
O |
P |
Q |
R |
S |
T |
U |
V |
W |
X |
Y |
Z |
?
 
Ca |
Cb |
Cc |
Ce |
Ch |
Ci |
Cj |
Ck |
Cl |
Cm |
Cn |
Co |
Cr |
Cs |
Ct |
Cu |
Cv |
Cw |
Cy |
Cz
 
Coa–Cod |
Coe–Cok |
Col |
Com |
Con |
Coo–Coq |
Cor |
Cos |
Cot |
Cou |
Cov |
Cow |
Cox |
Coy |
Coz
 
Cora |
Corb |
Corc |
Cord |
Core |
Corf |
Corg |
Cori |
Cork |
Corl |
Corm |
Corn |
Coro |
Corp |
Corr |
Cors |
Cort |
Coru |
Corv |
Corw |
Cory |
Corz
Die Liste der Biografien führt alle Personen auf, die in der deutschsprachigen Wikipedia einen Artikel haben. Dieses ist eine Teilliste mit 78 Einträgen von Personen, deren Namen mit den Buchstaben „Cors“ beginnt.

## Cors

### Corsa
- Corsali, Andrea (* 1487), italienischer Seefahrer
- Corsan, Fraser (* 1975), englischer Luftfahrt-Ingenieur und Wingsuit-Flieger
- Corsani, Gaetano (1893–1962), italienischer Ökonom, Professor für Betriebswirtschaftslehre
- Corsano, Antonio (1899–1989), italienischer Philosoph
- Corsano, Chris (* 1975), US-amerikanischer Rock, Jazz- und Improvisationsmusiker (Schlagzeug)
- Corsaro, Frank (1924–2017), US-amerikanischer Theater-, Opern- und Filmregisseur, Librettist und Dramatiker
- Corsaro, Gianni (1925–2006), italienischer Geher
- Corsaut, Aneta (1933–1995), US-amerikanische Schauspielerin und Schriftstellerin

### Corse
- Corse, Montgomery Dent (1816–1895), General der Konföderierten im Sezessionskrieg
- Corselli, Francesco (1705–1778), italienischer Komponist der Vorklassik
- Corsen, Randal (* 1972), niederländischer Jazzpianist und Komponist
- Corsep, Walter (1862–1944), deutscher Berufsoffizier und Kunstmaler
- Corsepius, Uwe (* 1960), deutscher Beamter (Bundeskanzleramt)
- Corser, Frederick (1849–1924), US-amerikanischer Architekt
- Corser, Rodger (* 1973), australischer SchauspielerRodger Corser (* 1973)

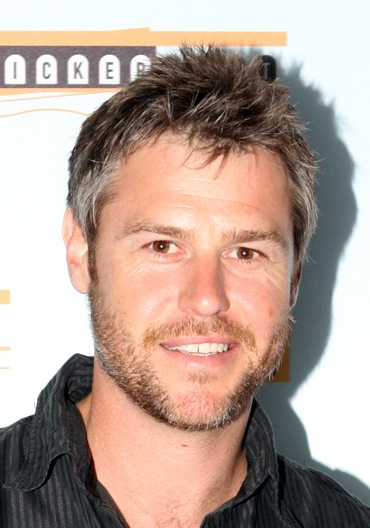
Rodger Corser (* 1973)

- Corser, Troy (* 1971), australischer Motorradrennfahrer
- Corset, Ruth (* 1977), australische Radsportlerin
- Corsetti, Giancarlo (* 1960), italienischer Wirtschaftswissenschaftler
- Corsetti, Giorgio Barberio (* 1951), italienischer Theaterregisseur, Opernregisseur, Dramaturg und Theaterschauspieler
- Corsetti, Hygino (1919–2004), brasilianischer Politiker
- Corsetti, Renato (1941–2025), italienischer Sprachwissenschaftler, Vorsitzender der Universala Esperanto-Asocio

### Corsi
- Corsi, Adolfo, italienischer Radrennfahrer
- Corsi, Cosimo Barnaba (1798–1870), italienischer römisch-katholischer Geistlicher, Bischof und Kardinal der Römischen Kirche
- Corsi, Domenico Maria (1633–1697), italienischer Kardinal der Römischen Kirche und Bischof von Rimini
- Corsi, Giovanni (1822–1890), italienischer Opernsänger (Bariton)
- Corsi, Giuseppe, italienischer Kirchenmusiker und Komponist
- Corsi, Jacopo (1561–1602), italienischer Komponist und Mäzen
- Corsi, Lucio (* 1993), italienischer CantautoreLucio Corsi (* 1993)

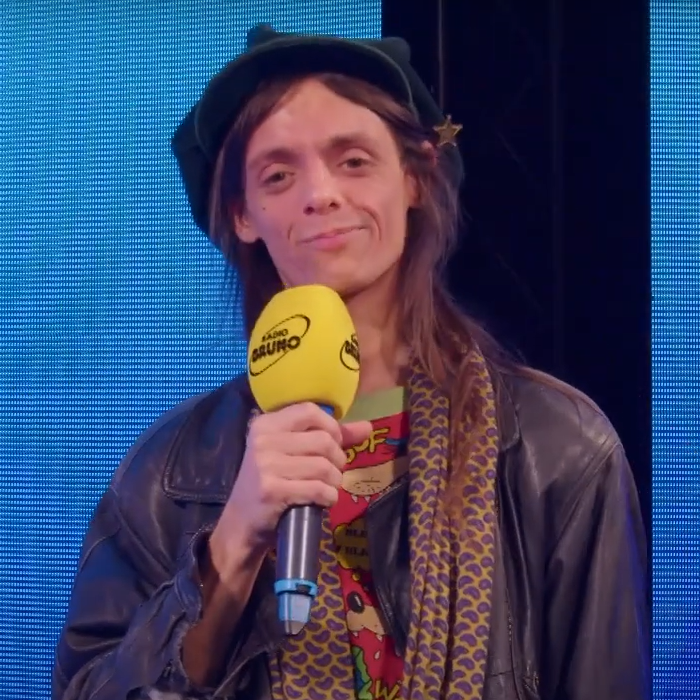
Lucio Corsi (* 1993)

- Corsi, Simone (* 1987), italienischer Motorradrennfahrer
- Corsia, Ted de (1905–1973), US-amerikanischer Schauspieler
- Corsicato, Pappi (* 1960), italienischer Filmregisseur und Drehbuchautor
- Corsie, Rachel (* 1989), schottische Fußballspielerin
- Corsiga, Glenn Montebon (* 1965), philippinischer römisch-katholischer Geistlicher, Bischof von Ipil
- Corsiglia, Robin (* 1962), kanadische Schwimmerin und Sportpsychologin
- Corsing, Fritz (1888–1961), deutsch-amerikanischer Jurist, Ministerialbeamter und Schriftsteller
- Corsini, Andrea (1301–1374), Bischof von Fiesole
- Corsini, Andrea (1735–1795), italienischer Geistlicher, Kardinal und Kardinalvikar
- Corsini, Catherine (* 1956), französische Filmregisseurin
- Corsini, Domenico (1774–1814), russischer Maler
- Corsini, Geronimo (1808–1876), russischer Architekt
- Corsini, Giulio (1933–2009), italienischer Fußballspieler und -trainer
- Corsini, Harold (1919–2008), US-amerikanischer Fotograf
- Corsini, Ignacio (1893–1967), argentinischer Sänger, Komponist, Textdichter und Schauspieler
- Corsini, Marija Antonowna (1815–1859), russische Übersetzerin und Schriftstellerin
- Corsini, Neri (1624–1678), italienischer römisch-katholischer Geistlicher, Bischof von Arezzo und Kardinal
- Corsini, Neri Maria (1685–1770), italienischer Kardinal
- Corsitto, Salvatore (1913–1999), italienischer Schauspieler

### Corsm
- Corsmeyer, Eckhard (* 1959), deutscher Jurist, Präsident des Oberverwaltungsgerichts Mecklenburg-Vorpommern

### Corso
- Corso, Antonio (1916–1985), uruguayischer Geistlicher und römisch-katholischer Bischof von Maldonado-Punta del Este
- Corso, Bill, amerikanischer Maskenbildner und Filmtechniker für visuelle Effekte
- Corso, Daniel (* 1978), kanadischer Eishockeyspieler und -trainer
- Corso, Gregory (1930–2001), US-amerikanischer Dichter der Beat GenerationGregory Corso (1930–2001)

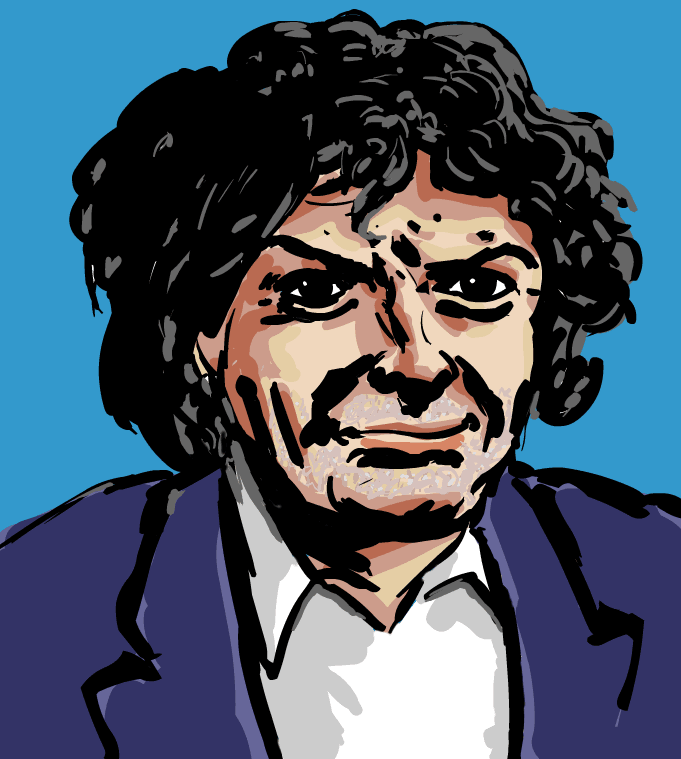
Gregory Corso (1930–2001)

- Corso, João (1928–2014), brasilianischer Ordensgeistlicher und römisch-katholischer Bischof von Campos
- Corso, John W. (1929–2019), US-amerikanischer Szenenbildner und Artdirector
- Corso, Mario (1941–2020), italienischer Fußballspieler und -trainer
- Corso, Rinaldo (* 1525), italienischer Geistlicher, Gelehrter und Bischof von Strongoli
- Corson, James (1906–1981), US-amerikanischer Diskuswerfer
- Corson, Marilyn (* 1950), kanadische Schwimmerin
- Corson, Shayne (* 1966), kanadischer Eishockeyspieler

### Corss
- Corssen, Jens (* 1942), deutscher Psychologe und Autor
- Corssen, Meta (1894–1957), deutsche Germanistin und Bibliothekarin
- Corssen, Peter (1856–1928), deutscher Klassischer Philologe und Gymnasiallehrer
- Corssen, Wilhelm Paul (1820–1875), deutscher Sprach- und Altertumsforscher

### Corst
- Corstanje, Sylvia (* 1916), niederländische Malerin
- Corsten, Ferry (* 1973), niederländischer Trance-DJFerry Corsten (* 1973)

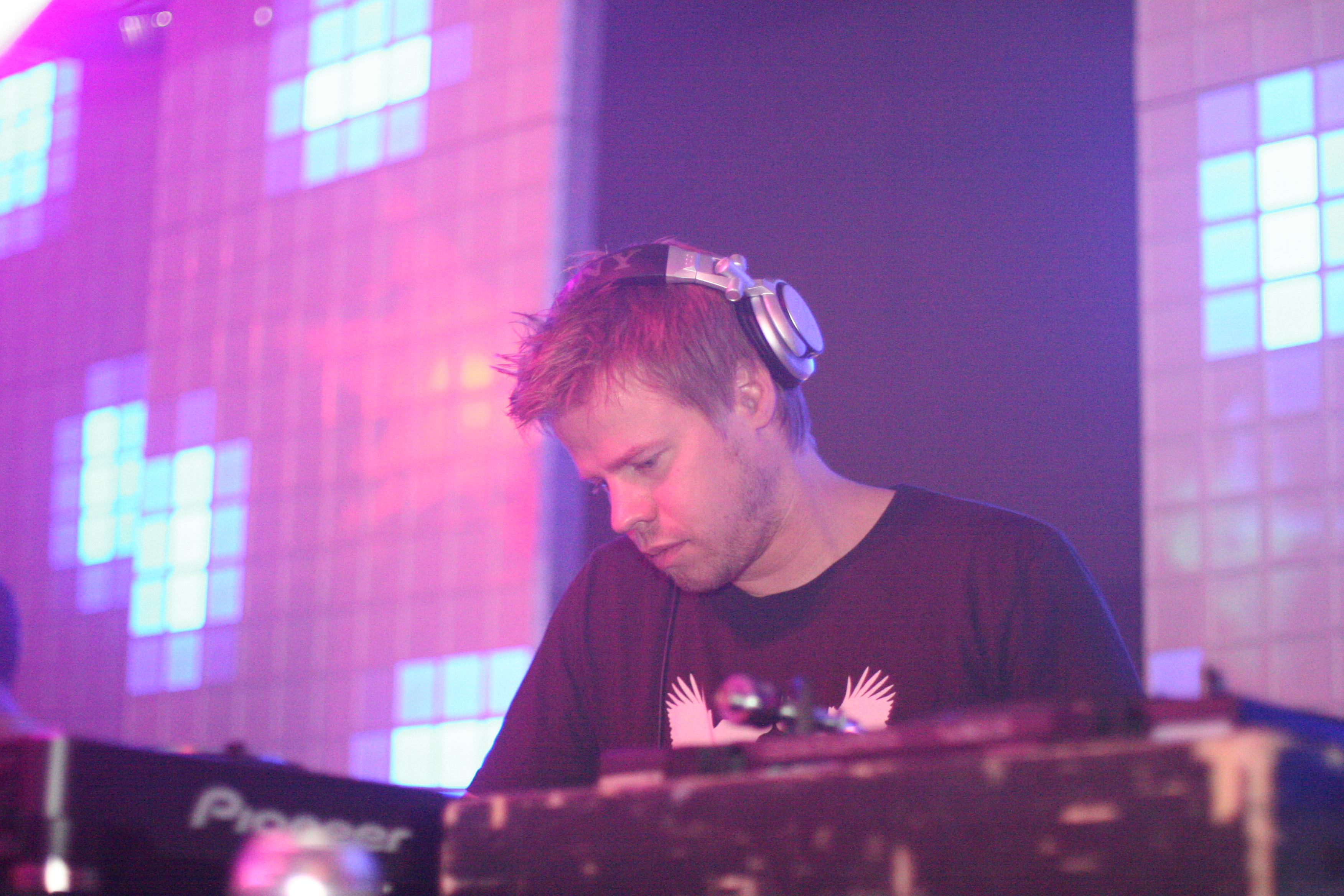
Ferry Corsten (* 1973)

- Corsten, Hermann (1889–1968), deutscher Bibliothekar
- Corsten, Michael (* 1961), deutscher Soziologe
- Corsten, Severin (1920–2008), deutscher Bibliothekar, Historiker und Buchwissenschaftler
- Corsten, Thomas (* 1961), deutscher Althistoriker und Epigraphiker
- Corsten, Wilhelm (1890–1970), erzbischöflicher Kaplan und Geheimsekretär des Kölner Erzbischofs Karl Joseph Schulte
- Corstens, Darren (* 1990), australischer Eishockeyspieler
- Corston, Jean Corston, Baroness (* 1942), britische Politikerin der Labour Party

### Corsw
- Corswant, Caspar (1664–1713), Syndikus und Bürgermeister von Stargard in Pommern
- Corswant, Caspar von (1634–1708), brandenburgisch-preußischer Regierungs- und Hofgerichtsrat in Hinterpommern
- Corswant, Elsa von (1875–1957), deutsche Malerin
- Corswant, Karl Friedrich von (1754–1824), preußischer Offizier, zuletzt Generalleutnant
- Corswant, Richard von (1841–1904), deutscher Rittergutsbesitzer und Parlamentarier
- Corswant, Walther von (1886–1942), deutscher Politiker (NSDAP), MdR und Landrat im Landkreis Greifswald